# Henry T. Mayo
Henry Mayo, född den 8 december 1856 i Burlington, Vermont, död den 23 februari 1937 i Portsmouth, New Hampshire, amerikansk amiral som var befälhavare över Atlantflottan under det första världskriget.
Jagaren USS Mayo är uppkallad efter honom.